# Apfelschorle

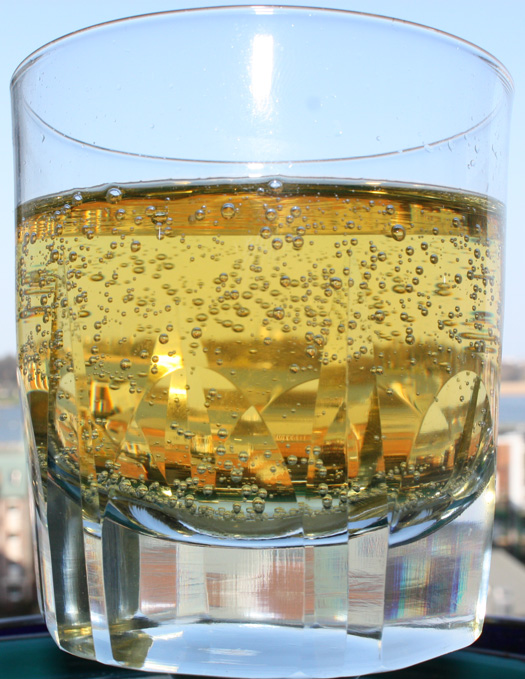
Un bicchiere di apfelschorle

L'apfelschorle ([ˈapfəlʃɔɐ̯lə]) è una bevanda analcolica diffusa in Svizzera, Germania, Austria e Trentino-Alto Adige. È composto da succo di mela e acqua minerale gassata. L'apfelschorle contiene meno calorie ed è meno dolce del puro succo di mela, e questo lo rende popolare in estate e tra gli atleti.
L'apfelschorle disponibile in commercio contiene generalmente tra il 50% e il 60% di succo di mela. Talvolta viene aggiunto anche succo concentrato di limone. I marchi di apfelschorle in Germania includono Spreequell, Gerolsteiner (che vende anche acqua minerale), Rhodius, Bizzl e molti altri marchi locali. Il marchio più famoso in Svizzera è Ramseier. Tuttavia, nella maggior parte dei bar e ristoranti, l'apfelschorle viene solitamente miscelato al momento.

## Etimologia
In tedesco apfel significa mela, mentre schorle si riferisce a qualunque bevanda allungata con acqua gassata. Allo stesso modo la categoria più ampia dei fruchtschorle comprende qualsiasi succo di frutta mescolato con acqua gassata, tra cui l'apfelschorle è di gran lunga il più comune. Il weinschorle è invece la mistura di acqua gassata e vino.